# Sénat (république démocratique du Congo)
Pour les autres articles nationaux ou selon les autres juridictions, voir Sénat.
Ne doit pas être confondu avec Sénat (république du Congo).
IIe législature de la IIIe République
Palais du Peuple

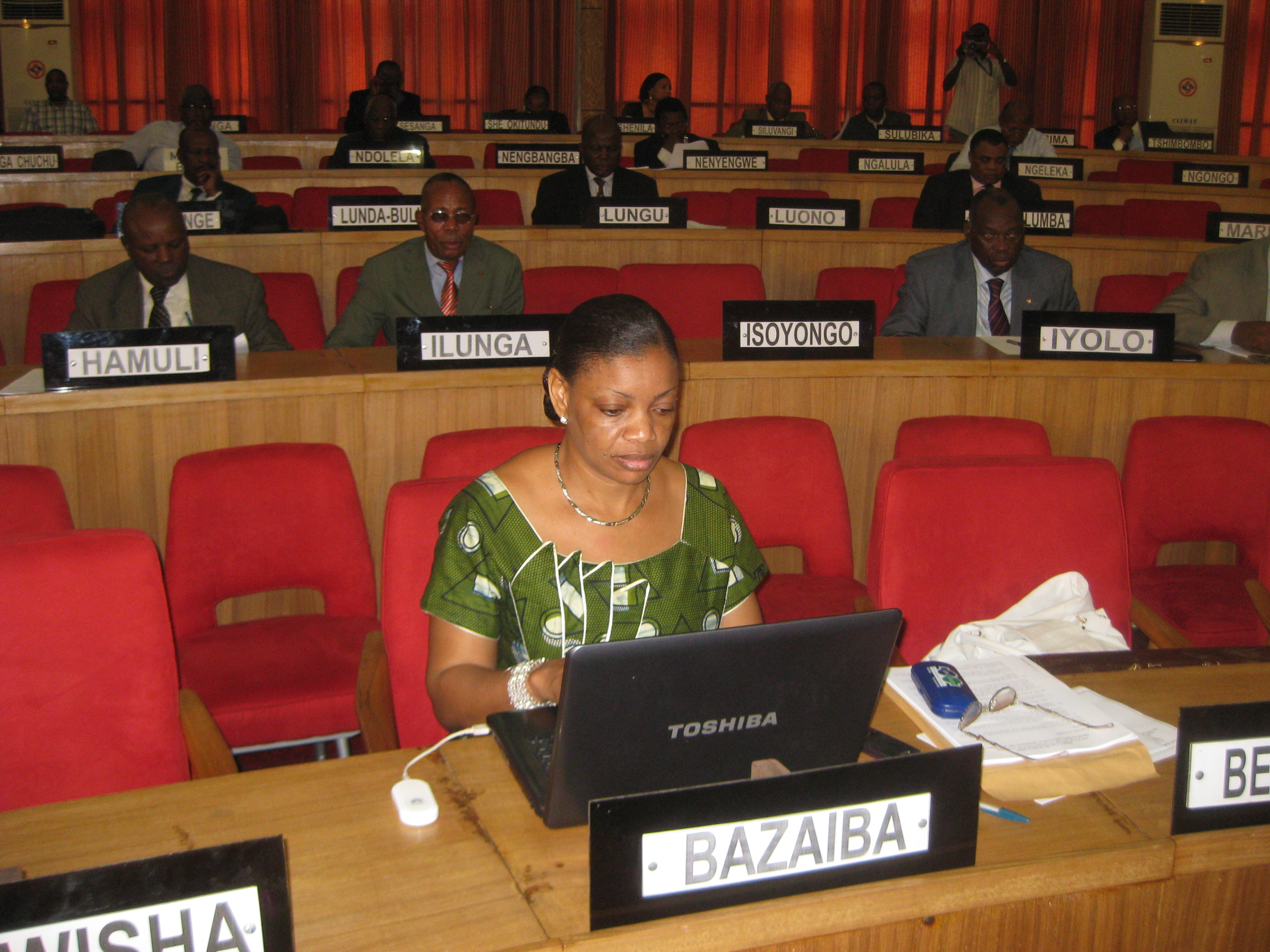
Sénateurs en séance en octobre 2010.

Le Sénat est la chambre haute du parlement bicaméral de la république démocratique du Congo. L'Assemblée nationale en est la chambre basse. Le Sénat vote les lois et contrôle le gouvernement, les entreprises publiques, les établissements et les services publics.

## Mode de scrutin
Les 108 membres du Sénat sont élus pour cinq ans au scrutin indirect de type proportionnel par les Assemblées provinciales. Chacune des 25 provinces élit 4 sénateurs, tandis que la ville-province de la capitale Kinshasa en élit 8.
Le scrutin est proportionnel plurinominal avec des listes ouvertes et une seule voix préférentielle. La répartition se fait selon la règle du plus fort reste. Chaque sénateur est élu avec deux suppléants,.
Les anciens présidents de la République sont de droit sénateurs à vie.

## Instances

### Présidence

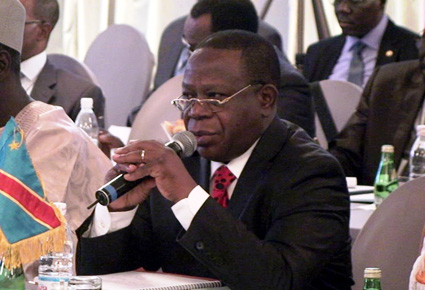
Modeste Bahati Lukwebo est président du Sénat depuis mars 2021

Le président assure une mission générale de direction et de représentation.
- Président :  Jean-Mıchel Sama Lukonde Kyenge[4]
- 1er vice-président : Jose Kalala wa Kalala
- 2de vice-président : Modeste Bahati Lukuebo
- Secrétaire général : Jean Mukuala Bateke

## Composition
| Parti | Parti           | Sièges |
| ----- | --------------- | ------ |
|       | USN             | 70     |
|       | Ensemble        | 3      |
|       | Sénateurs à vie | 1      |
|       | Indépendant     | 25     |
|       | Vacants         | 10     |
| Total | Total           | 109    |

### Constitution de la république démocratique du Congo
- République démocratique du Congo. « Constitution de la république démocratique du Congo » [lire en ligne]

1. ↑  Article 104
2. ↑  Redécoupage du territoire congolais opéré par l'article 2

### Autres références
1. ↑  « LES ONZE(11) SCRUTINS EN RÉPUBLIQUE DÉMOCRATIQUE DU CONGO », sur CENI, 14 octobre 2016
2. ↑  « LES MODES DE SCRUTIN EN RD. CONGO », sur CENI, 17 novembre 2016
3. ↑  « République démocratique du Congo Sénat : À propos du Parlement », sur Union interparlementaire (consulté le 8 mai 2021)
4. ↑  « En RDC, Sama Lukonde Kyenge est élu à la tête du Sénat - Jeune Afrique.com », sur JeuneAfrique.com (consulté le 18 décembre 2024)